# 29
29 је била проста година.

## Догађаји
- Прогон Агрипине и Нерона Јулија Цезара на острво Пандатерију.
- Према Јеванђељу по Луки (Лука 3:1-2), сматра се да су службе Јована Крститеља и Исуса Христа почеле ове године. Исуса је крстио Јован Крститељ у реци Јордан.
- Римски цар Октавијан Август послао је риимску војску на челу са заповедником Красом да покори Трибалију, Бастарнију и на крају Мезију.
- Коначно гушење Побуне црвених обрва.

## Смрти
- Јулија Млађа, унука Октавијана Августа (р. 19. п. н. е.)
- Ливија Друзила, супруга Августова и мајка Тиберијева (4. 58. п. н. е.)